# دليبة
دليبة هي إحدى القرى اللبنانية من قرى قضاء بعبدا في محافظة جبل لبنان.
تبعد دليبة 35 كيلومترا عن بيروت عاصمة لبنان. وترتفع 640 مترا عن سطح البحر، وتمتد على مساحة 222 هكتاراً.